# Mary Douglas
Mary Douglas (ur. 25 marca 1921 w San Remo, zm. 16 maja 2007 w Londynie) – brytyjska antropolożka, znana ze swych badań nad rolą symboli w kulturze. 
Specjalizowała się w antropologii społecznej, będąc postrzegana jako kontynuatorka myśli Durkheima. Jednym z jej głównych zainteresowań badawczych były porównawcze studia nad religiami.

## Życiorys
Urodziła się we Włoszech w 1921 roku. Znaczną część swojej kariery akademickiej, począwszy od zdobycia pierwszych stopni naukowych, spędziła na Uniwersytecie Oxfordzkim, studiując pod kierunkiem Edwarda Evans-Pritcharda. W latach pięćdziesiątych prowadziła badania terenowe wśród Lele zamieszkujących region Kasai w belgijskim wówczas Kongu. Raport z tych badań ukazał się w 1954 roku pod tytułem Lele of Kasai, zaś wątki związane z Lele przewijały się w wielu jej późniejszych pracach. 
W 1977 roku Mary Douglas przeniosła się na drugą stronę oceanu, początkowo obejmując posadę dyrektora badawczego w nowojorskiej Russel Sage Foundation, później - profesora w Avalon Foundation na wydziale nauk humanistycznych Uniwersytetu Northwestern i visiting professor na Wydziale Religioznawstwa Uniwersytetu Princeton. Po przejściu na emeryturę wróciła do Londynu, gdzie zmarła 16 maja 2007.
Od 1989 była członkiem British Academy. W 1992 odznaczona Komandorią Orderu Imperium Brytyjskiego (CBE), a od 2006 Dama Komandor tegoż orderu (DBE).

## Twórczość
Autorka Purity and Danger należy do najbardziej znaczących postaci współczesnej antropologii społecznej. Uczennica Evans-Pritcharda, protoplasty interpretatywizmu, w swojej twórczości szeroko wykorzystywała materiał źródłowy, zebrany przez antropologów. W jej twórczości widoczne są wpływy Durkheima, niemniej - szczególnie w pierwszym okresie twórczości - sięgała do myśli egzystencjalistów takich jak Jean-Paul Sartre czy Fryderyk Nietzsche. Równie istotna jest jej fascynacja strukturalizmem, widoczna wyraźnie w dziełach takich jak Purity and Danger czy Natural Symbols. Ta pierwsza pozycja uchodzi za najważniejszą książkę Mary Douglas, z kolei druga wprowadza teorię siatka/grupa (ang. grid/group theory), narzędzie służące do transkulturowej analizy porównawczej. Teoria ta okazała się przydatna nie tylko dla antropologów, ale także dla socjologów specjalizujących się w socjologii nauki i technologii, a nawet dla specjalistów od zarządzania. Mary Douglas wskazała ciało ludzkie jako źródło symboli i metaforę struktury społecznej. Jest prekursorką badań nad związkami pomiędzy cielesnością a wierzeniami i działaniami grup społecznych.

## Ważniejsze publikacje
- The Lele of the Kasai (1963)
- Purity and Danger: An Analysis of Concepts of Pollution and Taboo (1966)
- Natural Symbols: Explorations in Cosmology (1970)
- Implicit Meanings (1975) – eseje
- Evans-Pritchard (1980)
- The World of Goods (1979)
- Risk and Culture (1980) (współautor Aaron Wildavsky)
- In the Active Voice (1982)
- How Institutions Think (1986)
- Risk and Blame: Essays in Cultural Theory (1992)
- Leviticus as Literature (1999)

### Tłumaczenia publikacji na język polski

#### Publikacje zwarte
- Czystość i zmaza, tł. Marta Bucholc, Warszawa 2007, PIW, ISBN 978-83-06-03048-8, Seria Antropologiczna (Purity and Danger. An Analysis of Concepts of Pollution and Taboo 1966)
- Symbole naturalne. Rozważania o kosmologii, tł. E. Dżurak, Kraków 2004, Wydawnictwo Uniwersytetu Jagiellońskiego, seria Cultura, ISBN 83-233-1906-5 (Natural Symbols. Explorations in Cosmology 1970)
- Ukryte znaczenia. Wybrane szkice antropologiczne, Kęty 2007, Wydawnictwo Marek Derewiecki, seria Biblioteka Klasyków Antropologii, ISBN 978-83-89637-41-3 (Implicit Meanings 1975)
- Jak myślą instytucje?, Warszawa 2010, PWN, seria Pogranicza, ISBN 978-83-01-16489-8 (How Institutions Think 1986)

#### Wybrane prace w antologiach
- Profile kultury, [w:] Marian Kempny, Ewa Nowicka (red.) Badanie kultury. Elementy teorii antropologicznej, Warszawa 2003, PWN, s. 149-169.